# How to Stop a Motor Car
How to Stop a Motor Car è un cortometraggio muto del 1902 diretto da Percy Stow.

## Trama
Un poliziotto viene investito da un'auto e cade a pezzi sulla strada. Il corpo si ricompone e l'agente viene soccorso da un suo superiore che gli vuole mostrare come fermare correttamente le macchine. Ambedue sono colpiti da una macchina e finiscono a gambe all'aria in una siepe. L'ispettore e l'agente corrono dietro al mezzo investitore per arrestarne gli occupanti.

## Produzione
Il film fu prodotto dalla Hepworth.

## Distribuzione
Distribuito dalla Hepworth, il film - un cortometraggio della lunghezza di 30,48 metri - uscì nelle sale cinematografiche britanniche nel giugno 1902. Uscì anche negli Stati Uniti nel febbraio 1903 con il titolo Policeman and Automobile. Venne distribuito dall'American Mutoscope & Biograph, l'Edison Manufacturing Company e la Kleine Optical Company.